# 志願者

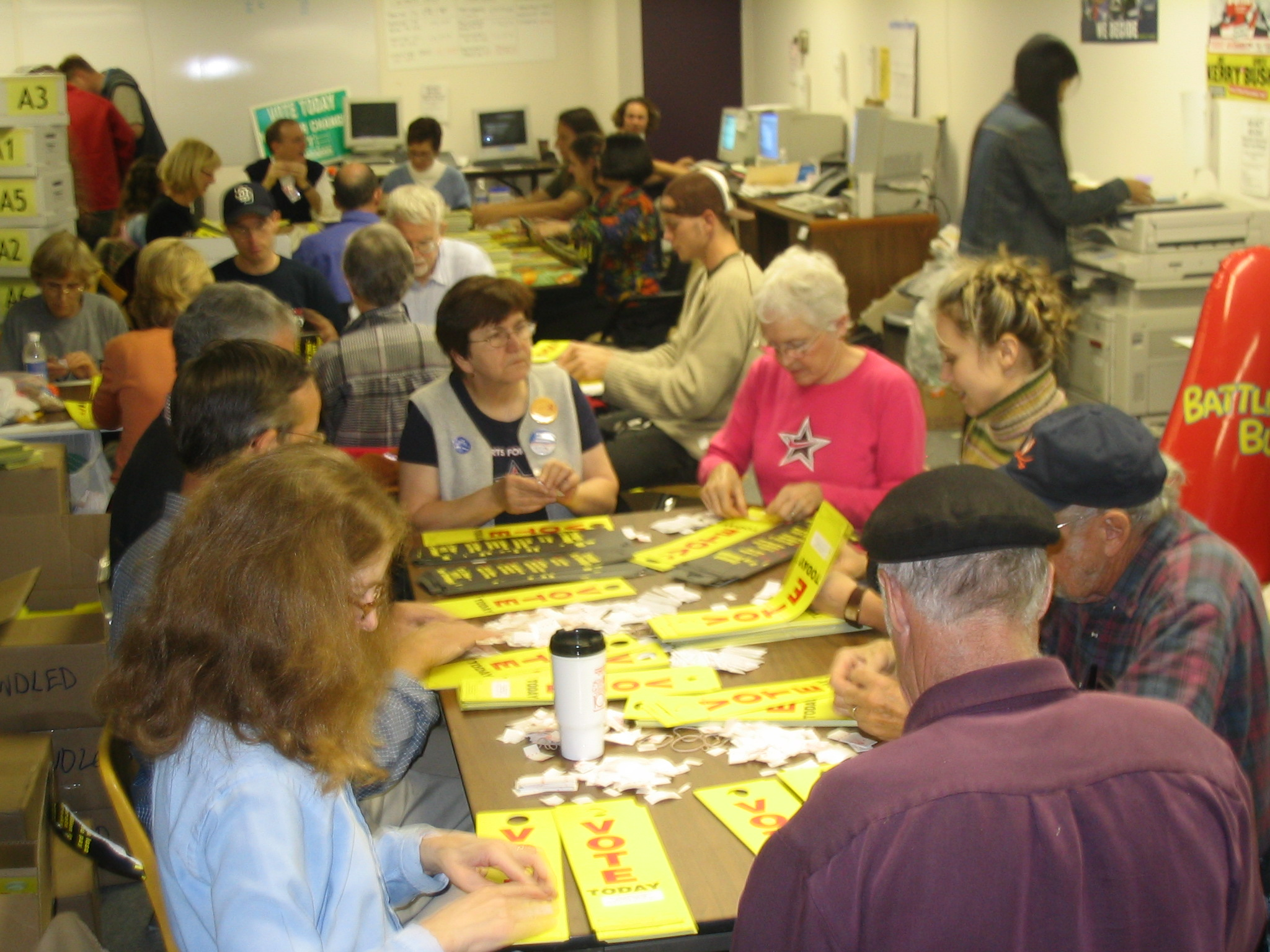
一群志愿工作者正在努力，鼓勵人们积极參與竞选投票

是指一種助人、具組織性及基於社會公益責任的參與行為，通常旨在促进善良或改善人类生活品質。其發展可追溯至二次大戰後，福利主義抬頭導致各國政府支出崩塌，發展義務工作以解決社會上不勝負荷的需求。

## 定義
簡單而言，志工可以定義為三種類型：
1. 助人的美德及福利活動，當中指志工沒有收取任何薪金，並以自由意志付出自己從事福利、心理健康及社區發展等方面的工作[3]；
2. 具組織性的利他行為，當中指是以幫助他人或對環境有益的活動[4]，並能在各個領域直接幫助他人[5]；
3. 基於社會公益的參與行為，是回應社會責任及態度的一種行為，當中並不求回報[6]。

## 歷史
義工制度的確立可追溯至二次大戰後福利主義抬頭，但義工本身的存在則自古以來已經存在，古時候的贈醫施藥可被視為義工的雛型。西方義工起源的重要概念建基於羅馬時代的博愛精神和基督教的宗教責任及救贖觀念，透過義務工作表現出人性的愛及弘揚宗教的善性。而近年義工制度的確立，是为了彌補政府對社會支援的不足，結合政府、商界及民間的力量為社會上有需要的人士服務。

## 特質
義工具有多項的特質：
1. 義工是一種發自內心、出自個人意願結合而成的服務，非外力所能強迫；
2. 義工需以組織型態提供服務，需結合個人意願及團體的宗旨，在有目標及計劃的情況下實踐；
3. 義工是一種業餘時間所從事的一種活動過程，義工需量力而為；
4. 義工與受惠者具雙向互惠的過程，能在過程中滿足個人的心理利益；
5. 義工是一種利他行為，義工並非以謀求個人經濟利益為主。

## 分類
義工所從事的服務眾多，當中可能包括教育、環保、倡導及福利等範疇，因此難以統一劃分，故此出現了幾方面劃分義工的種類：
1. 以職權劃分，可分為政策制定、直接服務及庶務類；
2. 以時間性劃分，簡易可分為定時性及臨時性；
3. 以服務類型劃分，可分類為福利類、教育類及文化類等；
4. 以服務內容劃分，可分為行政性、專業性及輔助性。

## 動機
義工參與義務活動的動機可以分為三類。
- 第一類是自我取向，參與者著重個人學習與成長，獲取個人內在的滿足感，依個人感受來決定參與義工。
- 第二類是人際取向，參與者著重他人和團體的影響，他們的目的是結識朋友，獲得他人的肯定。
- 第三類是情境取向，他們參與是為了回應社會責任，並獲得社會的認可。

## 動力
由於義工參與的目標並不是為了追求成效，因此不能單靠命令及控制能操縱義工，所以要運用不同的手法來鼓勵義工持續投入服務，義工機構可從三大方面提升義工的動力。根據馬斯洛的需求層次理論，人類具有五種需求，機構可在服務過程中滿足義工的五種需求，從而提升他們的動力。另外，在過程中，機構可以先了解義工對服務的期望，當義工的期望能夠實踐時，義工會有更大動力持續服務。最後是根據學習理論，在提供服務時，以獎勵及懲罰來提升或刪減特定的行為，從中提升義工的動力。

## 守則
雖然義工是奉獻自己的時間及精力來為社會提供服務，不過義工事實上是與機構結合成一個整體，因此義工亦有一定的守則需要遵守。義工需要遵守機構的行政程序，並依照機構的宗旨辦事。同時，保密原則在社福界中，不管是社工抑或義工同樣有效，個人上亦要守承諾、思想積極、主動、有使命感等。

## 價值評估
義工對於社會層面、機構層面及國家層面都貢獻良多，但很多人都會忽略了評估義工的價值，除了義工的金錢捐贈外，一般義工所做的行為甚少真正轉換成金錢計算在機構的年表內，因為其行為難以以直接轉換成金錢，故此要評估義工的價值，可以參照服務使用者的意見作為一量度單位。

## 督導
義工在服務過程中，並不一定是該類服務的專業人士，因此機構在義工服務時，有需要為義工提供督導。督導在義工中具有三項功能。在行政上，督導者需為義工安排服務的時間及種類等。在教育上，督導者需以專業知識，為義工提供能力及知識上的改進。在支持上，督導者要與義工建立良好的關係，使義工能在一個安全的氣氛及環境下自我成長。

## 發展限制
由於現時大部分的福利機構都是由政府資助，但在接受政府資助的同時，機構需要達成一定的服務指標，但義工的成果不容易量度，因此難以向政府交代。其次，義工服務缺乏創新性，為了申請各項的資助，機構會撰寫各類的計劃書以爭取資助，但結果是換來換湯不換藥的服務，義工服務的發展亦受到了限制。再者，部分機構仍視義工為一免費的人力資源，當中缺乏對義工的培訓及管理，令義工的服務素質停濟不前。

## 反效果
1. 一些人對志工非常投入，但不顧自己的家庭與子女，因此許多志工及慈善團體非常強調要先顧好家庭子女再當志工。
2. 在臺灣，志工經常是壓榨勞工的手段，簡單的市場機制原理就可以證明，失業率越高、志工的負面影響反而越大，因為志工會減少勞動力需求，勞動力供過於求會讓所有的勞動力價格下降，也就是平均薪資的下降，並提高失業率；況且許多志工是被用來取代雇員，因為他們獲得的補貼低於基本工資，因此本來可以得到基本工資的僱員會失業，這些僱員大多是難以承受失業衝擊的窮人；而後會因為減少工作機會、進而減少勞工向僱主議價的空間，就算沒有失業的勞工也更容易淪落至在職貧窮。例如臺灣有社工投訴應徵慈善團體被要求先做志工，也有政府單位招募志工來取代勞工，變相規避勞基法[16]，醫療單位的志工使用也容易遭到詬病，而十二年國教的志工評比也造成志工供過於求的問題（而逼窮學生當志工更是壓榨窮人），甚至有營利企業在營利活動使用志工的亂象。因此台灣有人提倡「搶救青年失業，義工全面退場」，建議志工全面退出政府機關及醫院，以減少失業率；也有親綠文章內順便指出，有錢有閒的義工不但讓許多工作的工資降價到僅需提供一餐，而且潛在地稀釋與搶奪一般人的工作機會。[17]非公益性質的工作應強制遵守勞基法；經費充裕的慈善及宗教團體也應該盡量避免使用志工，許多基本業務可以也應該雇用社會中低層人士來處理，不少專業服務也應該聘請社工及護士等專業人士來提供，而且給予的工資必須符合甚至超過營利事業的標準及勞動法規，才是真正的行善。
3. 子貢贖人及子路受牛的故事舉出兩個例子，分別是行善後是否領取獎勵，結果是領取獎勵後有很多人行善、不領獎勵則對社會有害。